# آگاهی کاذب
آگاهی کاذب (به انگلیسی: False consciousness) اصطلاحی است که توسط برخی برای توصیف روش‌هایی استفاده می‌شود که گفته می‌شود فرآیندهای مادی، ایدئولوژیک و نهاد اعضای پرولتاریا را گمراه می‌کنند. دیگر کنشگران طبقه در  جوامع سرمایه‌داری که استثمار ذاتی در روابط اجتماعی بین طبقات را پنهان می‌کنند.
فریدریش انگلس (۱۸۲۰–۱۸۹۵) از اصطلاح آگاهی کاذب در نامه‌ای به فرانتس مرینگ در سال ۱۸۹۳ استفاده کرد تا به سناریویی بپردازد که در آن طبقه فرودستان عمداً ایدئولوژی طبقه حاکم را تجسم می‌بخشد. انگلس این آگاهی را «کاذب» می‌نامد زیرا طبقه خود را به سمت اهدافی می‌کشد که به نفعش نیست.
آگاهی در این زمینه، توانایی طبقه را برای شناسایی سیاسی و ابراز اراده خود منعکس می‌کند. طبقه فرودستان آگاه است: نقش اصلی را در جامعه ایفا می‌کند و به دلیل وحدت کافی در اندیشه و عمل می‌تواند اراده خود را ابراز کند. «آگاهی کاذب» یا «آگاهی دروغین» در برابر آگاهی طبقاتی یا «آگاهی راستین» کاربرد دارد.

## توسعه بعدی
مارشال آی. پومر استدلال کرده‌است اعضای طبقه پرولتاریا به دلیل باورشان به احتمال یا امکان تحرک اجتماعی صعودی ماهیت واقعی روابط طبقاتی را نادیده می‌گیرند. چنین باوری یا چیزی شبیه به آن در علم اقتصاد با فرض عاملیت عقلایی لازم است. در غیر این صورت کارگران مزدوری حامیان آگاهانه روابط اجتماعی مخالف منافع خود نخواهند بود و این پیش‌فرض را نقض می‌کنند.

### سلطه فرهنگی
نظریه‌پرداز مارکسیست ایتالیایی آنتونیو گرامشی مفهوم سلطه فرهنگی را توسعه داد، فرآیندی در جوامع سرمایه‌داری که طبقه حاکم به وسیله آن هنجارها، ارزش‌ها و ننگ‌های خاصی ایجاد می‌کنند که به فرهنگی تبدیل می‌شود که در آن تداوم تسلط آنها سودمند تلقی می‌شود.

### ساختارگرایی
در اواخر دهه ۱۹۶۰ و ۱۹۷۰، مکتب فلسفی و انسان‌شناختی ساختارگرایی در میان دانشگاهیان و روشنفکران عمومی محبوبیت پیدا کرد و بر تفسیر فرهنگ انسانی بر اساس ساختارهای زیربنایی مانند دیدگاه‌های نمادین، زبانی و ایدئولوژیک تمرکز کرد. فیلسوف مارکسیست لوئی آلتوسر تفسیر ساختارگرایانه خود از آگاهی کاذب، دستگاه ایدئولوژیک دولت را رایج کرد. ساختارگرایی بر تفسیر آلتوسر از آگاهی کاذب تأثیر گذاشت که بر نهادهای دولت سرمایه‌داری - به ویژه نهادهای آموزش عمومی - متمرکز است که یک نظام ایدئولوژیک را به نفع اطاعت، انطباق و تسلیم اجرا می‌کند.

### تحولات معاصر
سایر فیلسوفان و روشنفکران برجسته مارکسیست تفسیرهای خاصی از مفهوم آگاهی کاذب ارائه کردند. مانند تئودور آدورنو و هربرت مارکوزه از مکتب فرانکفورت، گی دوبور و رائول وانیگم از جنبش موقعیت‌گرایی فرانسوی، نویسنده ضد استعمار فرانتس فانون، و فیلسوف معاصر اسلاوی ژیژک. خارج از ایدئولوژی سیاسی مارکسیستی، اقتصاددان ادوارد اس. هرمان و زبان‌شناس نوام چامسکی مدل تبلیغاتی را توسعه دادند که در آن اطلاعات به‌طور انتخابی پخش می‌شود تا در خدمت اهداف مالکیت عمیقاً متمرکز صنایع رسانه‌ای خصوصی باشد.